# 리알토 (오버워치)
리알토(영어: Rialto)는 오버워치의 맵이다. 베네치아를 모티브로 따 왔으며, 이름인 리알토는 리알토 다리에서 따 왔다. 2018년 기록 보관소 이벤트인 응징의 날에서 첫 공개되었다. 이 모드에서는 블랙워치의 네 명의 요원으로 거점을 점령하고 탈출해야 한다.

## 배경 이야기
탈론 요원, 안토니오 바르탈로티의 저택이 위치한 리알토는 오버워치와 탈론의 운명을 바꾼 것으로 유명한 "베네치아 사건"이 벌어진 곳입니다. 베네치아를 보존하기 위한 이탈리아 정부의 노력으로, 리알토는 지금의 아름다운 모습을 갖추게 되었습니다. 마치 한 폭의 그림 같은 이 마을을 방문하는 여행객이시라면 맛있는 이탈리아 음식을 즐기고 편안하게 곤돌라를 타보세요. 운하 근처의 경치를 한가롭게 감상하는 것도 좋은 방법입니다.

탈론의 주요 거점으로 자주 등장한다. 이곳에서 베네치아 사건이 벌어졌으며, 오버워치가 해산하게 된 결정적인 이유를 제공한 사건이다.

## 맵 구성

### 경유지 1
공격 측은 한 미술관의 갤러리로 보이는 곳에서 시작한다. 그 앞에는 화물이 있고, 우회로가 있고 이를 이용해 수비팀을 뒤에서 치는 경우도 있다. 그 후에는 광장에서 싸우고, 광장 앞에 있는 경유지 1까지 싸우게 된다.

### 경유지 2
거점 2는 광장 앞에 있다. 한 다리를 건너게 되고, 그 다리를 건너면 수비 팀의 1거점 리스폰 지역 앞을 지나가게 된다. 그 후에 다른 다리 아래에 가서 경유지 2에 잠시 멈춘다.

### 최종 경유지
최종 경유지은 수비 팀의 1거점 리스폰 지역 건물 뒤를 가게 되고, 한 성당 안으로 들어가야 한다. 이 성당에서 마지막 최종 경유지까지 화물을 도착하게 하면 승리한다.